# Cochemiea saboae
Cochemiea saboae, conocida comúnmente como biznaga de Sabo o jicari, es una especie de planta suculenta perteneciente al género Cochemiea, dentro de la familia Cactaceae. Es endémica del norte de México (desde el este de Sonora hasta el oeste de Chihuahua) y anteriormente se le conocía como Mammillaria saboae.

## Descripción

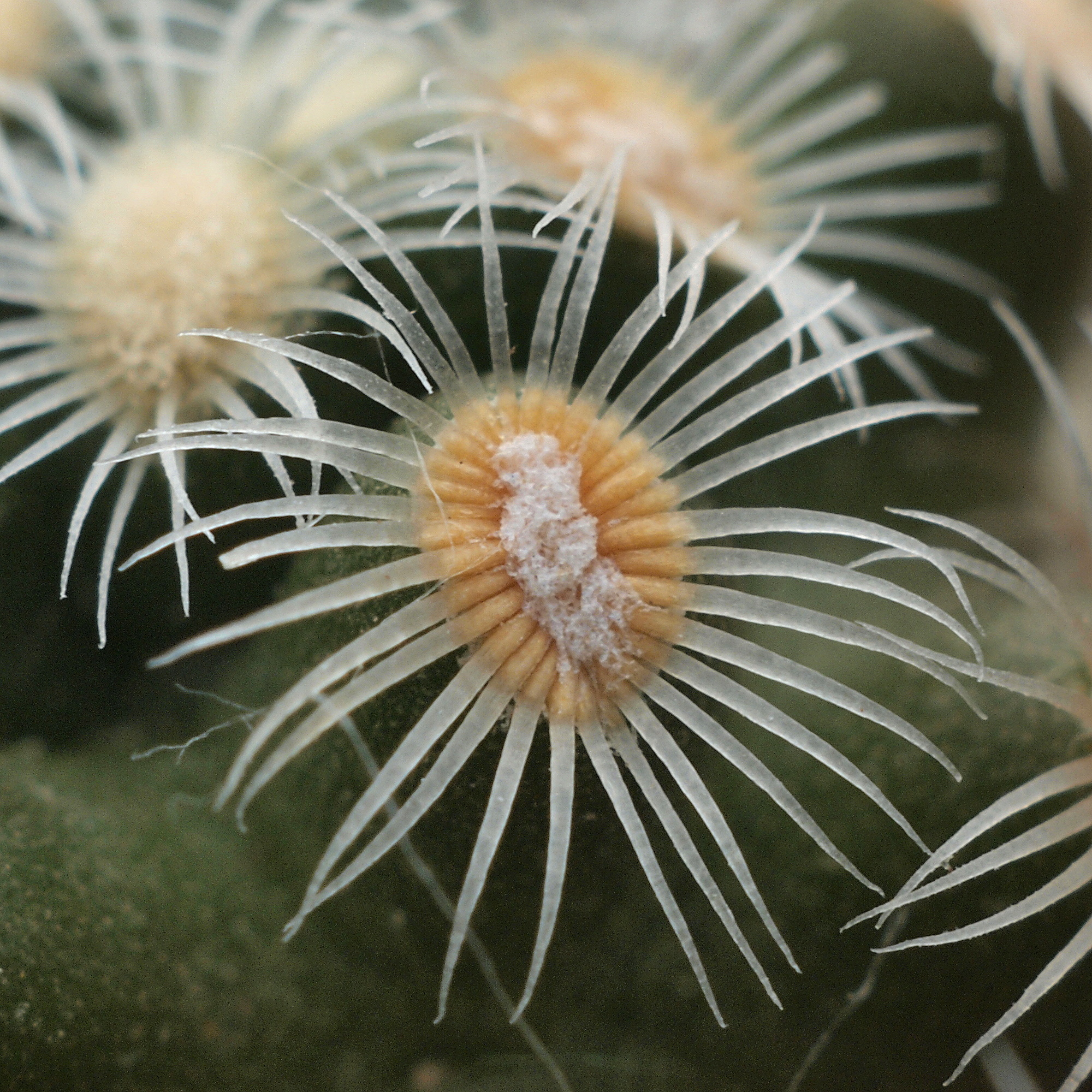
Detalle de la areola

Cochemiea saboae es una especie de cactus que crece tanto individualmente como en pequeños grupos y tiene las raíces carnosas. Los tallos son de color verde, tienen forma de huevo y miden de 1 a 4 cm de largo y de 1 a 3,5 cm de diámetro. 
Los tallos están cubiertos de tubérculos ligeramente redondeados, lisos, y dispuestos en espiral. No producen savia lechosa (látex) y sus axilas (espacio que hay entre los tubérculos) están desnudas. Las areolas son elípticas y rara vez presentan una única espina central de 0,2 cm de largo. También tienen de 17 a 45 espinas radiales muy delgadas, de 0,2 cm de largo, son de color blanco vidrioso con la base amarilla y en parte, ligeramente curvadas. 
Las flores tienen forma de embudo y son de color rosa. Crecen hasta 6,5 cm de largo con un diámetro de 4 a 6 cm. Los frutos son de forma globosa, se hunden en el cuerpo de la planta y contienen semillas negras.

## Distribución y hábitat

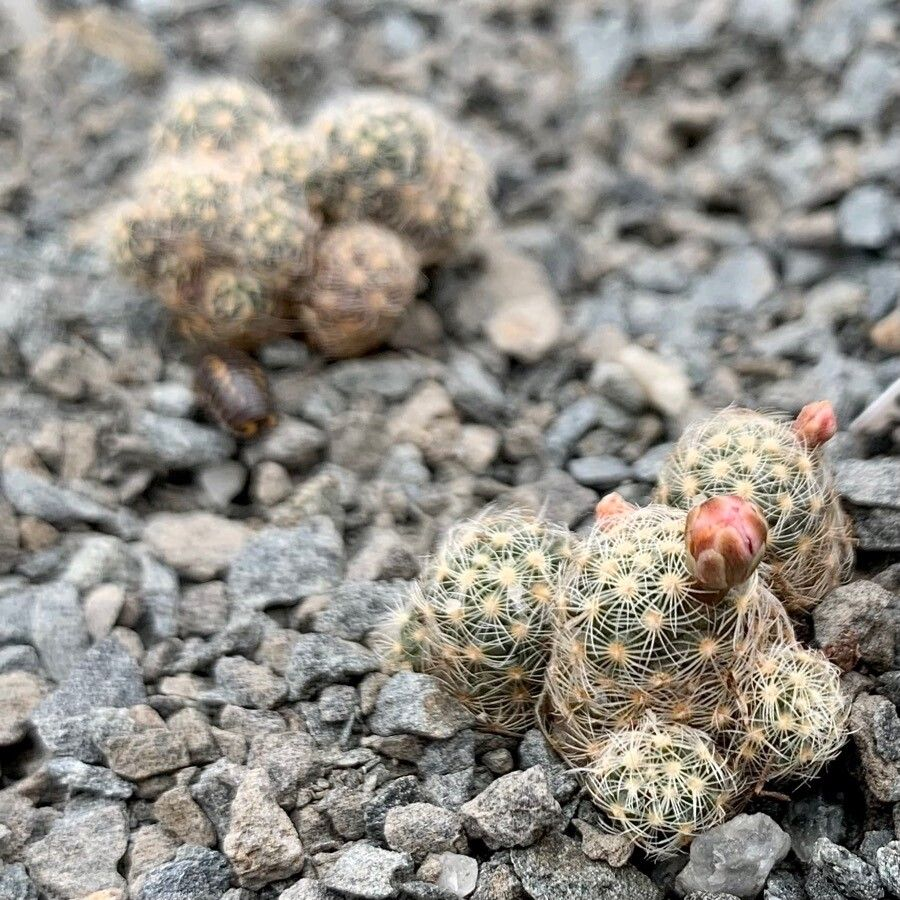
En su hábitat

El área de distribución nativa de esta especie es el norte de México (desde el este de Sonora hasta el oeste de Chihuahua) y crece principalmente en biomas desérticos o de matorrales secos, entre los 2100 y 2200 metros de altitud, creciendo sobre losas de roca volcánica. 

## Taxonomía
La primera descripción de esta especie fue como Mammillaria saboae, publicada en 1966 por el botánico mexicano Charles Edward Glass en la revista científica Cactáceas y Suculentas Mexicanas 11: 55.
Posteriormente, el botánico ruso Alexander Borissovitch Doweld colocó la especie en el género Cochemiea, pasando a llamarse Cochemiea saboae y anotando estos cambios en la revista científica Tsukkulenty 3: 39 en el año 2000.
Etimología
- Cochemiea: nombre genérico que hace referencia a la tribu indígena Cochimí, que en el pasado ocupó un gran territorio de Baja California y cuya área es parte del área de distribución natural de este género.
- saboae: epíteto específico otorgado en honor a la coleccionista de cactus estadounidense Kathryn Sabo de Woodland Hills (Los Ángeles).[7]

### Subespecies
Actualmente se distinguen tres subespecies:
| Imagen | Subespecie                                                   | Descripción | Distribución                           |
| ------ | ------------------------------------------------------------ | --- | -------------------------------------- |
|        | Cochemiea saboae subsp. goldii (Glass & R.A.Foster) Doweld   | Desarrolla solo tallos solitarios y tiene entre 34 y 45 espinas radiales por areola. Las flores miden entre 4 y 5 cm de diámetro.                                       | Noroeste de México (noreste de Sonora) |
|        | Cochemiea saboae subsp. haudeana (A.B.Lau & K.Wagner) Doweld | Crece más que las otras subespecies (hasta 4 cm de alto) y forma grupos. Tiene entre 18 y 27 espinas radiales por areola y las flores miden entre 5 y 6 cm de diámetro. | Noroeste de México (sureste de Sonora) |
|        | Cochemiea saboae subsp. saboae                               | Crece en grupos y tiene entre 17 y 25 espinas radiales por areola. Las flores miden entre 4 y 5 cm de diámetro.                                                         | Noreste de México (oeste de Chihuahua) |

Sinonimia
- Sinónimos de Cochemiea saboae subsp. goldii:
  - Mammillaria goldii Glass & R.A.Foster (1968)
  - Mammillaria saboae var. goldii (Glass & R.A.Foster) G.D.Rowley (1979)
  - Mammillaria saboae subsp. goldii (Glass & R.A.Foster) D.R.Hunt (1997)

- Sinónimos de Cochemiea saboae subsp. haudeana:
  - Mammillaria hamuligera Boed. (1908)
  - Mammillaria haudeana A.B.Lau & K.Wagner (1978)
  - Mammillaria saboae subsp. haudeana (A.B.Lau & K.Wagner) D.R.Hunt (1998)
  - Mammillaria saboae var. haudeana (A.B.Lau & K.Wagner) G.D.Rowley (1979)
  - Mammillaria saboae f. haudeana (A.B.Lau & K.Wagner) D.R.Hunt (1979)

- Sinónimos de Cochemiea saboae subsp. saboae:
  - Mammillaria saboae subsp. roczekii W.Rischer & Wolfg.Krüger (2003)

## Estado de conservación
En la Lista Roja de Especies Amenazadas de la UICN, la especie está clasificada como de “Preocupación Menor (LC)”.

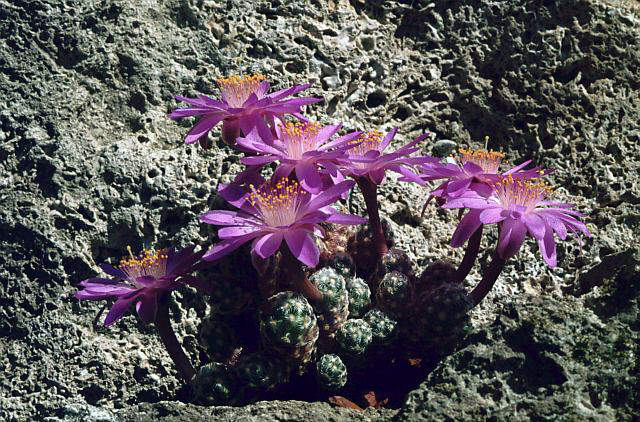
En su hábitat

Señalar que debido a sus características, esta especie ha sido extraída de su hábitat para ser comercializada de manera ilegal, aunque no se tiene cuantificación del daño que esto ha producido a su población. Además se considera en la categoría de amenazada (A) por la Norma Oficial Mexicana 059.

## Usos

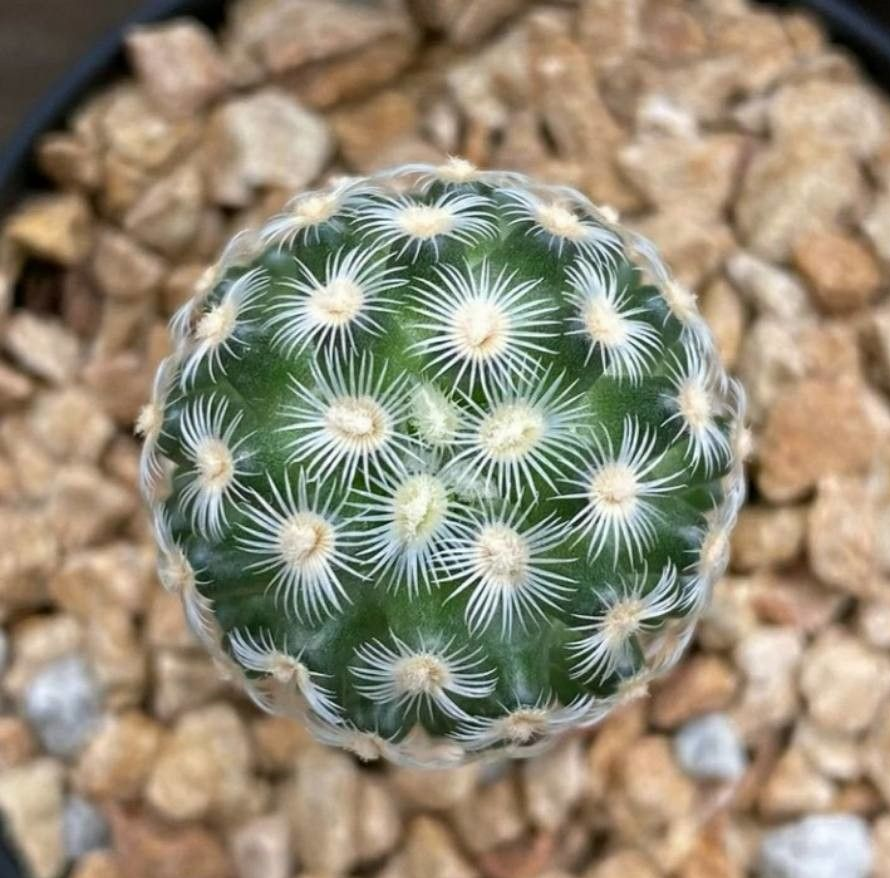
En cultivo

Se cultiva principalmente como planta ornamental y su propagación se realiza a través de esquejes o semillas.